# Кильмансегг, София Шарлотта фон
Графиня София Шарлотта фон Платен-Халлермунд, в браке графиня фон Кильмансегг; графиня Дарлингтон, графиня Ленстер, баронесса Брентфорд (10 апреля 1675, Оснабрюк — 20 апреля 1725, Лондон) — ганноверская и британская аристократка, единокровная сестра короля Великобритании Георга I, внебрачная дочь его отца, ганноверского курфюрста Эрнста Августа, и его официальной фаворитки Клары Елизаветы, урождённой фон Мейзенбург.

## Биография
Официально отцом Софии Шарлотты, считался муж Клары Елизаветы, граф Франц Эрнст фон Платен-Халлермунд (1631—1709), первый министр Ганновера, однако, отцовство курфюрста было известно. София Шарлотта росла при ганноверском дворе, рядом со своим единокровным братом, законным сыном курфюрста, Георгом. В 1701 году в Ганновере графиня вышла замуж за придворного, графа Иоганна Адольфа фон Кильмансегга (нем; 1668—1717), который до этого вынужден был бежать в Ганновер из Шлезвиг-Гольштейна, где впал в немилость при местном дворе. У супругов было двое детей: дочь Шарлотта (1703—1782) и сын Георг Людвиг (нем; 1705—1785), ганноверский генерал от инфантерии. Прямые потомки Георга Людвига через его сына, высокопоставленного юриста Фридриха (нем; 1728—1800), в дальнейшем также сыграли важную роль в истории Ганновера.
Когда единокровный брат Софии Шарлотты, Георг, в 1714 году получил и принял предложение занять британский престол, то, поскольку законная жена новоиспеченного короля по его настоянию сидела в тюрьме в Германии, вместо неё вместе с королём отправились в Лондон его официальная любовница, Мелюзина фон дер Шуленбург, и единокровная сестра, София Шарлотта.
Став королём Великобритании, Георг в начале 1720-х годов даровал своей единокровной сестре, которая к тому моменту уже овдовела, три титула британского пэрства: сперва, в 1721 году, титул графини Ленстер (пэрство Ирландии), а затем, в 1722 году, титул графини Дарлингтон и связанный с ним титул баронессы Брентфорд (пэрство Англии). Эти титулы являлись пожизненными, но не передавались по наследству.
Хорошие отношения короля с единокровной сестрой заставляли многих британцев, желавших наладить связи с королём, в том числе аферистов, связанных с так называемой Компанией Южных морей — одной из первых в истории финансовых пирамид, искать её покровительства (чаще всего за взятки).
Графиня Дарлингтон отличалась высоким ростом, крепким телосложением и тучностью, за что получила от британцев прозвище «Слон».
Писатель Хорас Уолпол вспоминал: 

«Я помню, как в детстве ужасался её огромной фигуре. Свирепые черные глаза, большие и вращающиеся, под двумя высокими дугообразными бровями, два акра алых щек, целый океан шеи, которая переходила в тело, которое не мог сдержать никакой корсет».— 
При этом, поскольку родственные связи между Софией и Георгом не были объявлены официально, то многие британцы, как придворные, так и простые слуги, долгое время принимали её за вторую любовницу короля. Иногда это приводило даже к «репрессиям», впрочем, чрезвычайно мягким. Так, например, один из придворных кондитеров был уволен с королевской кухни после того, как публично неприлично пошутил о короле и графине.